# Adolfo Lozano Sidro

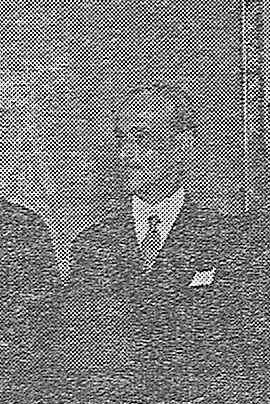
Adolfo Lozano Sidro en 1928

Adolfo Lozano Sidro (1872-1935) fue un pintor e ilustrador español.

## Biografía

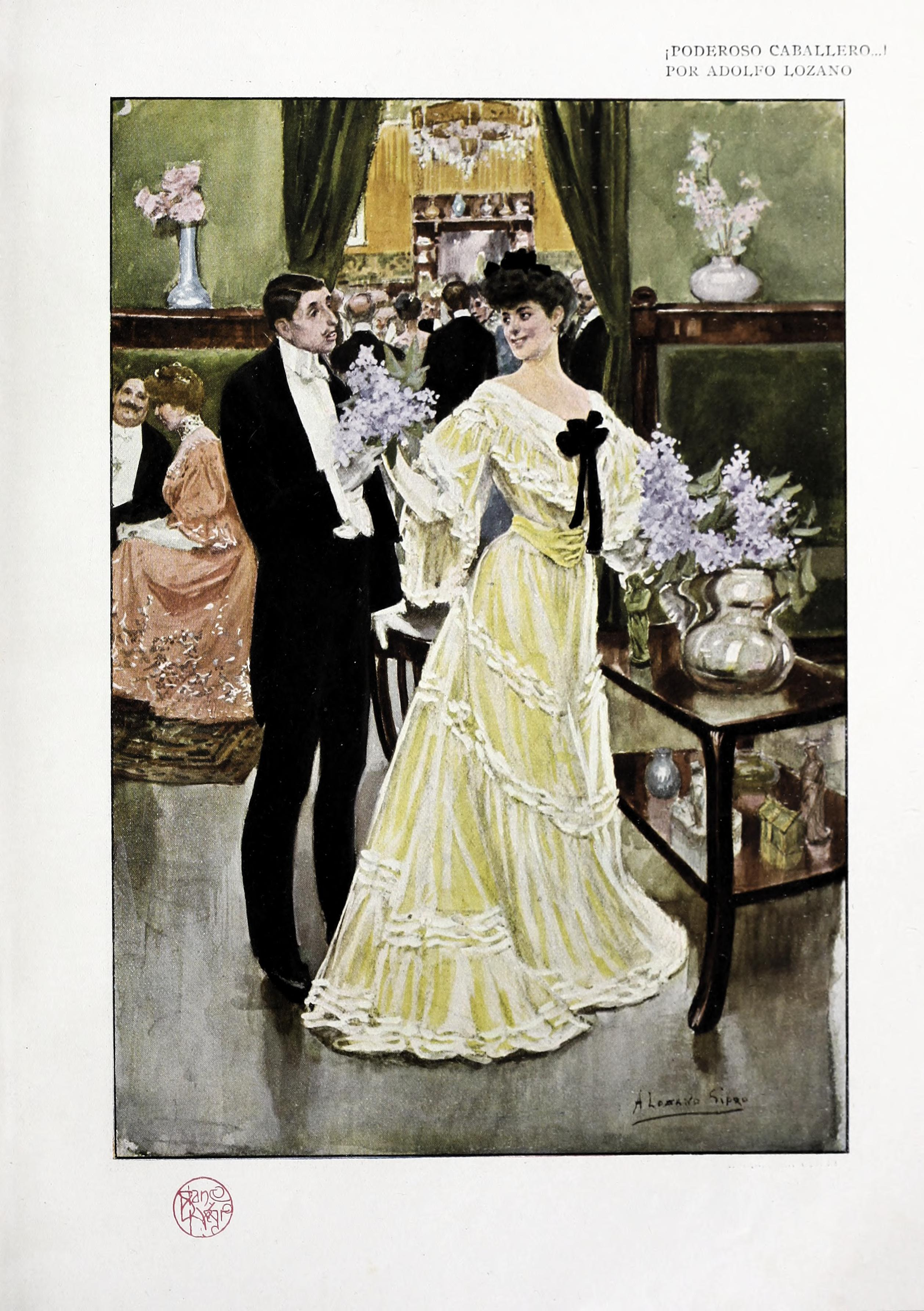
¡Poderoso caballero! (Blanco y Negro, 17 de junio de 1905)

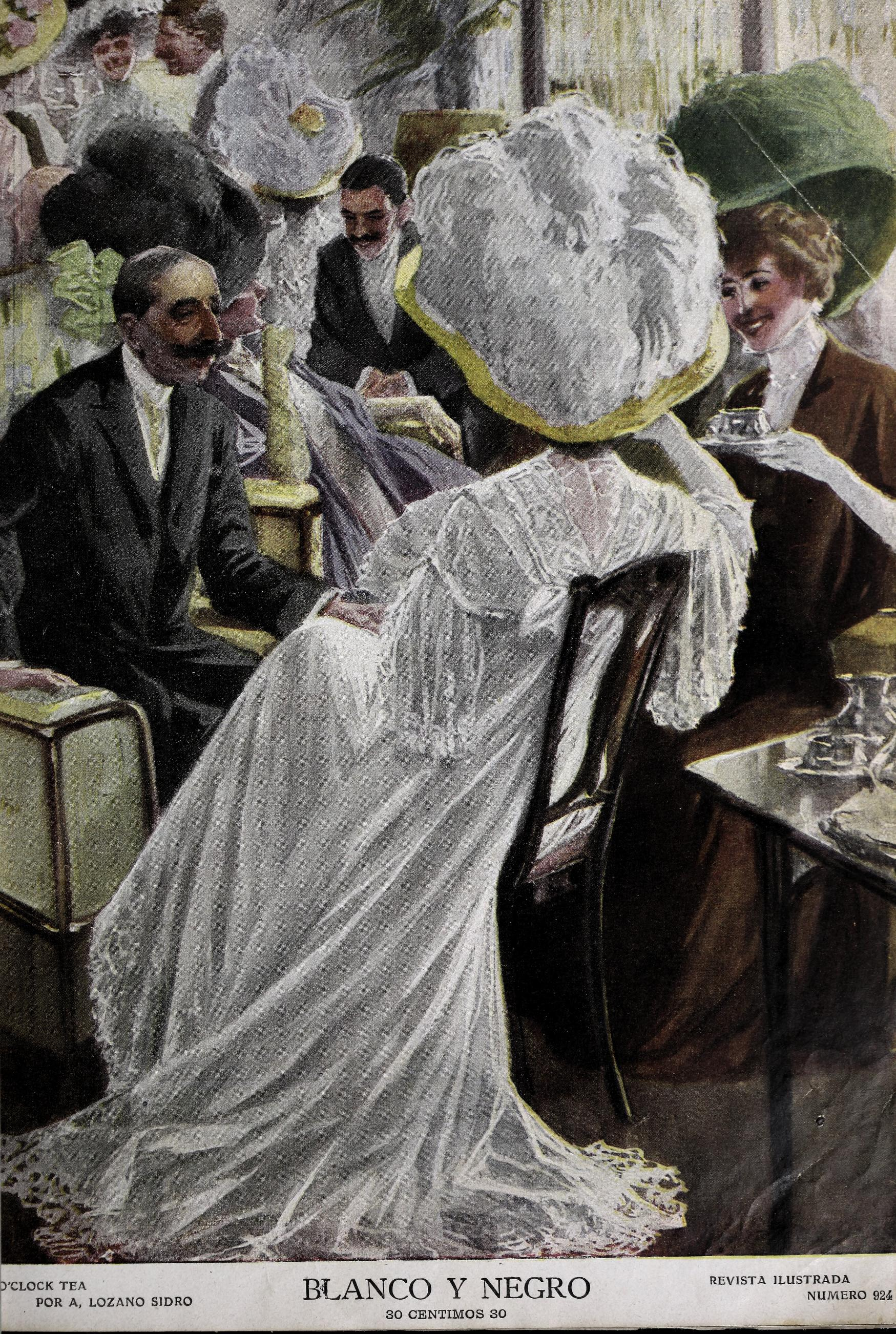
Portada de Blanco y Negro (16 de enero de 1909)

Nació en 1872 en Priego de Córdoba, en la provincia de Córdoba. Aunque de joven se trasladó a Málaga allí estuvo inscrito desde los quince años en la escuela de bellas artes. Más tarde se mudó a Granada donde comenzó estudios de derecho y aunque dejó un poco aparcada la pintura se acercaría más a los ambientes artísticos de la mano de López Mezquita o Ramón Casas. Sin embargo, a partir de su traslado a Madrid su dedicación fue exclusivamente pictórica; allí llegó a trabajar en el estudio de Sorolla. 
Para 1892 el pintor ya tenía un estilo definido, caracterizado por su paleta brillante y su preciosismo en los detalles. Prueba de ello fue la exposición realizada en Córdoba, que obtuvo un notable éxito.
En 1913 colaboraba de manera regular como ilustrador de la revista Blanco y Negro, del diario ABC. Su estilo brillante lo convirtió en el cronista de la alta sociedad.
En 1920 realiza, a petición de la nieta de Juan Valera, una serie de veinte acuarelas para ilustrar Pepita Jiménez.
Aunque afincando en Madrid, nunca olvidaría sus raíces, regresando los veranos a su Priego natal. En 1935, durante su estancia en este municipio, contrajo una enfermedad que lo condujo a la muerte, el 7 de noviembre de 1935. 

## Obras
- Jardín de la casa de los señores Calvo Lozano
- Macetas
- Paisaje con tejados
- Patio
- Patio con arcos
- Patio con macetas
- Patio del Hospital de San Juan de Dios
- Cristo en la cruz
- Fantasía con pavos reales
- Fantasía del bufón
- Virgen del Carmen
- Busto de hombre desnudo
- Desnudo de niña sobre escalera
- Desnudo recostado
- Alfredo Calvo
- Araceli Calvo Lozano
- Araceli Fernández Lozano
- Beethoven en un paisaje
- El Árabe
- En el balcón
- En los palcos del real
- Enamorados en el jardín
- Escena del sillón dorado
- Esperando
- Francisco Ruiz Santaella
- Gitana
- Guardián con sombrero de plumas
- Haciendo pleita
- Hombre con chaleco de frente